# Praha-Bubny Vltavská
Praha-Bubny Vltavská egy megszűnt csehországi vasútállomás, Prágában. A Negrelli-viadukt felújítása alatt a személyszállító vonatok Bubny állomás helyett ide érkeztek 2017 júliusa és 2020 júniusa között.

## Megközelítés helyi közlekedéssel
- Metró:  C
- Busz:  156, 905, 911
- Villamos:  1, 12, 14, 25
- Vonat:   S5   R24   R45

## Vasútvonalak
Az állomást az alábbi vasútvonalak érintik:
- Prága–Rakovník-vasútvonal

## Szomszédos állomások
A vasútállomáshoz az alábbi állomások vannak a legközelebb:
- Praha-Dejvice (Prága–Rakovník-vasútvonal, Rakovník)